# Miên Dương
Miên Dương (giản thể: 绵阳市; phồn thể: 綿陽市; bính âm: Míanyáng shì; Wade–Giles: Mien-yang shih) là một địa cấp thị thuộc tỉnh Tứ Xuyên, Cộng hòa Nhân dân Trung Hoa. Miên Dương có diện tích 20.000 km² và tổng dân số 5,2 triệu người, trong đó dân số đô thị là 600.000 người.

## Các đơn vị hành chính
Địa cấp thị Miên Dương quản lý các đơn vị cấp huyện sau:

### Các quận nội thành
Các quận:
- Phù Thành (涪城区)
- Du Tiên (游仙区)
- An Châu (安州区)

### Thành phố cấp huyện
- Thành phố cấp huyện Giang Du (江油市)

### Các huyện
Các huyện:
- Diêm Đình (盐亭县)
- Tam Đài (三台县)
- Bình Vũ (平武县)
- Tử Đồng (梓潼县)
- huyện tự trị dân tộc Khương Bắc Xuyên (北川羌族自治县)